# Black Sabbath
Black Sabbath je bila angleška heavy metal skupina iz Birminghama. Ustanovljena je bila leta 1968, konec pa so naznanili v začetku marca leta 2017. Prvotni člani so bili Ozzy Osbourne (vokal), Tony Iommi (kitara), Terence »Geezer« Butler (bas) in Bill Ward (bobni).
Zasedba se je skozi leta spreminjala, tako je skupino sestavljalo še 17 drugih članov. Prvotno je bila skupina ustanovljena kot blues rock bend Earth, kasneje pa se je preimenovala. 

## Zgodovina (1969-1995)
V letih 1969-1978 so izdali albume Black Sabbath (1970), Paranoid (1970), Master Of Reality (1971), Black Sabbath, Vol. 4 (1972), Sabotage (1975) in slabše sprejeta Technical Ecstasy (1976) ter Never Say Die (1978).
Zaradi osebnih težav je Ozzy Osbourne leta 1979 zapustil skupino. Zamenjal ga je bivši pevec skupine Rainbow Ronnie James Dio, s katerim so Black Sabbath posneli albuma Heaven And Hell (1980) in Mob Rules (1981). 
Po odhodu Dia in bobnarja Vinnieja Appiceja, se poleg od alkohola ozdravljenega Billa Warda skupini pridruži tudi Ian Gillan iz skupine Deep Purple. Tako so posneli album Born Again (1983). Zasedba se je obdržala do leta 1984, ko je Gillana nadomesti Dave Donato. 
Leta 1985 se je za en dan spet združila originalna zasedba z Ozzyjem. Nastopili so na dobrodelnem koncertu proti lakoti v Afriki. Po tem koncertu so iz skupine odšli Ozzy, Gezzer in Bill. Takrat je skupina izdala album Seventh Star (1986). 
V letih od 1978-1990 s pevcem Tonyjem Martinom so izšli The Eternal Idol (1987), Headless Cross (1989) in Tyr (1990). Leta 1992 se je ponovno združila zasedba z albuma Mob Rules, z Diom in Appicejem ter izdala Dehumanizer (1992). Leta 1994 je izšel izide album Cross Purposes, pri katerem so sodelovali Tony Martin, nekdanji bobnar skupine Rainbow Rondinelli in Butler; leta 1995 pa album Forbidden s Tonyem Iommijem, Powellom in Murrayom.

## Ponovna združitev
Originalna zasedba se je ponovno združila leta 1997 z albumom Reunion in dobila Grammyja za najboljši heavy metal komad, »Iron man«.
Black Sabbath valjajo za pionirje heavy metala in so utemeljitelji vsaj še treh ali štirih hard rock/heavy metal žanrskih podzvrsti. Black Sabbath so z zaznamovali rock produkcijo 70-ih, tudi 80-ih in 90-ih let. Prodali so več kot 100 milijonov albumov po celem svetu in veljajo za enega najbolj vplivnih heavy metal bendov vseh časov.

## Diskografija
- Black Sabbath (1970)
- Paranoid (1970)
- Master of Reality (1971)
- Black Sabbath, Vol. 4 (1972)
- Sabbath Bloody Sabbath (1973)
- Sabotage (1975)
- Technical Ecstasy (1976)
- Never Say Die! (1978)
- Heaven and Hell (1980)
- Mob Rules (1981)
- Born Again (1983)
- Seventh Star (1986)
- The Eternal Idol (1987)
- Headless Cross (1989)
- Tyr (1990)
- Dehumanizer (1992)
- Cross Purposes (1994)
- Forbidden (1995)
- 13 (2013)